# سبنسر هايوود
سبنسر هايوود (بالإنجليزية: Spencer Haywood) مواليد 22 أبريل 1949 في سيلفر سيتي، هو لاعب كرة سلة أمريكي سابق بدأ مسيرته الاحترافية في سنة 1969 وحمل الرقم 24 و42 و31. يبلغ طوله 6 قدم 8 بوصة (2.0 م). مثّل منتخب بلاده. شارك في مسابقة كرة السلة في الألعاب الأولمبية الصيفية. اعتزل اللعب في 1983.

## فرق لعب لها
- دنفر ناغتس
- نيويورك نيكس
- يوتاه جاز
- لوس أنجلوس ليكرز
- واشنطن ويزاردز

## الميداليات
| الميدالية | المسابقة                       |
| --------- | ------------------------------ |
| ذهبية     | الألعاب الأولمبية الصيفية 1968 |

## روابط خارجية
- سبنسر هايوود على موقع الاتحاد الدولي لكرة السلة (الإنجليزية)
- سبنسر هايوود على موقع إن بي أي (الإنجليزية)
- سبنسر هايوود على موقع سبورتس رفرنس (الإنجليزية)
- سبنسر هايوود على موقع كلية كرة السلة في سبورتس رفرنس.كوم (الإنجليزية)
- سبنسر هايوود على موقع ريلجم (الإنجليزية)
- سبنسر هايوود على موقع بروبوليرز (الإنجليزية)
- سبنسر هايوود على موقع سبورتس رفرنس (الإنجليزية)
- سبنسر هايوود على موقع أوليمبيديا (الإنجليزية)